# Dannemarie (Haut-Rhin)
Dannemarie is een gemeente in het Franse departement Haut-Rhin in de regio Grand Est. De plaats maakt deel uit van het arrondissement Altkirch. In het Elzassisch of het Duits heette de plaats vroeger Dammerkirch. Dannemarie (Haut-Rhin) telde 2.258 inwoners op 1 januari 2022.

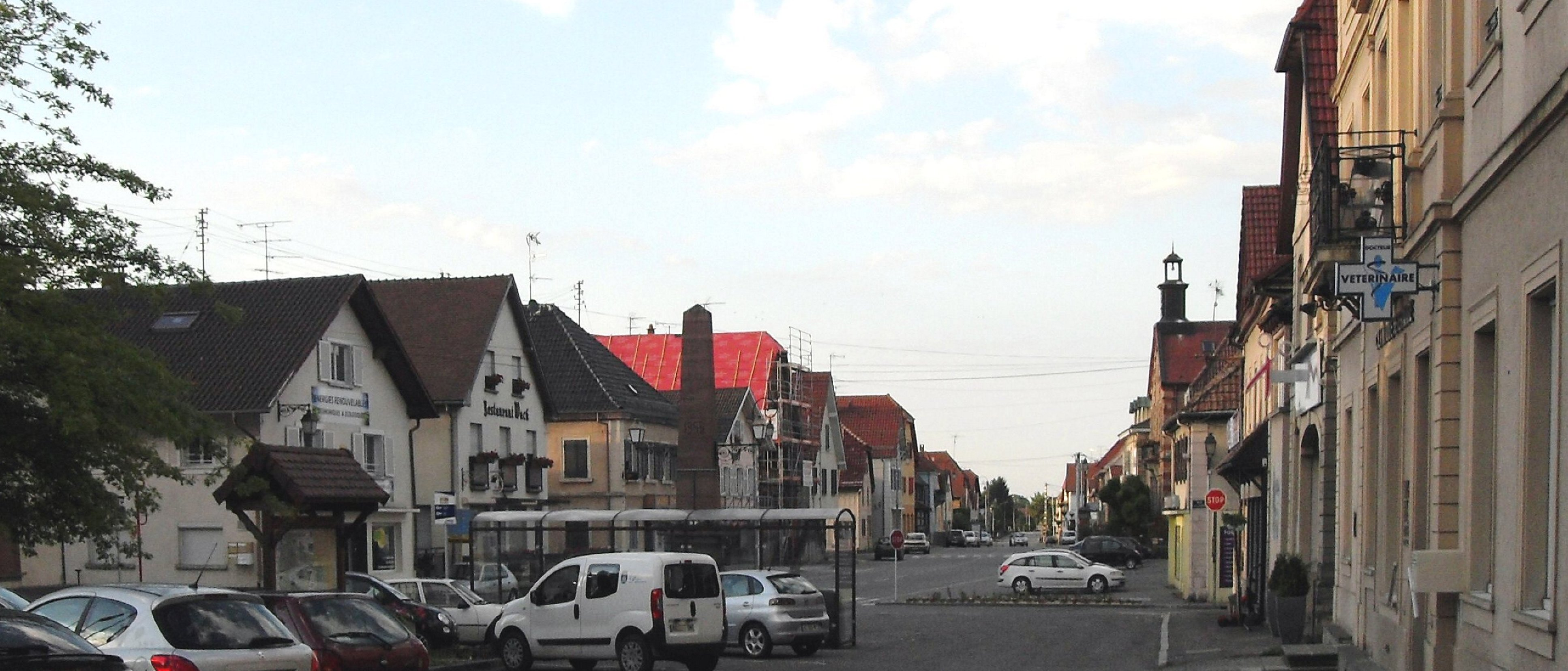
Place d'Hôtel de ville

## Geschiedenis
Dannemarie was de hoofdplaats van het gelijknamige kanton tot het op 22 maart 2015 werd opgeheven en de gemeenten werden opgenomen in het kanton Masevaux, dat sinds 2021 kanton Masevaux-Niederbruck heet.

## Geografie
De oppervlakte van Dannemarie bedraagt 4,35 vierkante kilometer; Op 1 januari 2022 was de bevolkingsdichtheid 519,1 inwoners per km².

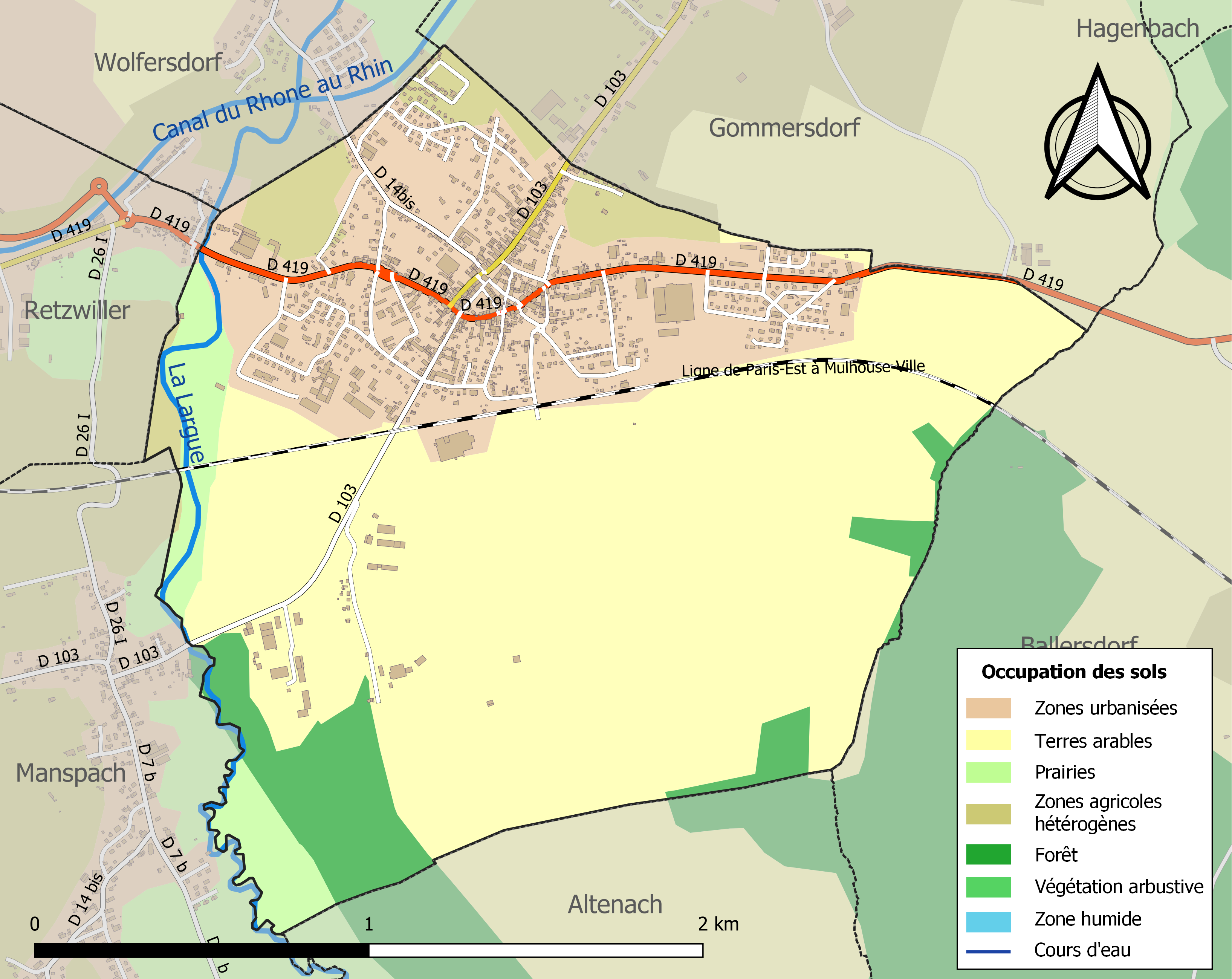
Kaart van de gemeente met de belangrijkste infrastructuur, bodemgebruik en omliggende gemeenten

## Demografie
Onderstaande figuur toont het verloop van het inwonertal.

## Verkeer en vervoer
In de gemeente staat het spoorwegstation Dannemarie. 